# Vistrian Roman
Vistrian Roman (n. Nicolae, n. 15 mai 1941, Dej, Regatul Ungariei – d. 3 iulie 1993, Cluj-Napoca, România) a fost un actor român. A jucat pe scenele teatrelor “Alexandru Davila” din Pitești, “Teatrul Mic” din București și Teatrul Național din Cluj. A jucat în multe piese TV, filme și spectacole. După Revoluția din Decembrie 1989, în urma unui conflict cu noul director al Teatrului, Alexa Visarion, s-a mutat la Cluj-Napoca, având două locuri de muncă: ca actor la Teatrul Național local și, ca o dramă, profesor la Universitatea Babeș-Bolyai din Cluj. Din păcate, politica abuzivă a directorului de teatru l-a dus la disperare, cauzând în final moartea sa, din cauza unui accident vascular cerebral, după o lună de terapie intensivă în agonie.
Nu a fost căsătorit, dar este tatăl a doi copii, Alexandru și Diana.

## Filmografie
- Apoi s-a născut legenda (1968)
- Vîrstele omului (1969)
- Anotimpul mireselor (1970)
- Pistruiatul (1973)
- Peripețiile unui om de afaceri  (1973)
- Acțiunea „Autobuzul” (1978)
- Rețeaua S (1980)
- Al treilea salt mortal (1980)
- Operatiunea Gambit (1982)
- Trandafirul galben (1982)
- Pădurea nebună (1982)
- Miezul fierbinte al pîinii (1983)
- Ziua Z (1984)
- Călătorie de neuitat (1988) - serial tv
- Neînvinsă-i dragostea (1994)